# Batalla de Fort Niagara
La batalla de Fort Niagara va ser una de les batalles finals de la Guerra Franco-Índia. L'atac britànic a Fort Niagara va ser part de la campanya per expulsar els francesos de les seves fortificacions dels Grans Llacs d'Amèrica del Nord i Ohio Country, permetent així una invasió britànica de Nova França des l'oest al mateix temps que el general James Wolfe avançava per l'est.

## Antecedents
A Amèrica del Nord el primer atac britànic es va produir el maig de 1754. Però el primer enfrontament que va anar més enllà d'una petita escaramussa es va produir dos mesos després, al juliol, a Fort Necessity. El 1756 els francesos van capturar Fort Oswego i l'any següent Fort William Henry als britànics. Aquesta darrera victòria es va embrutar quan els aliats nadius de França van trencar els termes de la capitulació i van atacar la columna britànica en retirada, que estava sota la guàrdia francesa, matant soldats i fent captius molts homes, dones i nens mentre els francesos es negaren a protegir els seus captius. Els desplegaments navals francesos el 1757 també van defensar amb èxit la fortalesa clau de Louisbourg a l'Illa del Cap Bretó assegurant les aproximacions al Quebec cap al mar. La campanya anglesa de 1758 va aconseguir prendre Louisbourg després que els reforços francesos quedessin bloquejats per la victòria naval britànica a la batalla de Cartagena, i les captures de Fort Duquesne i Fort Frontenac. Els britànics van continuar el procés de deportació de la població acadiana amb una onada d'operacions importants contra Île Saint-Jean, el riu St. John i les valls del riu Petitcodiac, tot i que foren derrotats a la batalla de Fort Carillon.

## La batalla
A partir del juny de 1759, els britànics sota el comandament de James Wolfe i James Murray van establir un campament a l'illa d'Orleans a través del riu Sant Llorenç des del Quebec. El juny de 1759, el capità francès Pouchot va enviar a 2.500 dels seus 3.000 homes a preparar els enfrontaments a la vall de l'Ohio. Després d'haver reforçat Fort Oswego, el general Prideaux va arribar a Fort Niagara el 6 de juliol amb els seus 2.500 homes. Els francesos tenien aproximadament 100 aliats indis, que van fugir quan van arribar els anglesos. El capità Pouchot va organitzar una vigorosa defensa però el comandant anglès, William Johnson, va aconseguir la seva rendició el 26 de juliol, després de 20 dies de dur setge i després que una força d'auxili francesa fos vençuda pels anglesos.

## Conseqüències
Després de la pèrdua de Fort Niagara i degut a la manca d'homes pel fet que Louis-Joseph Montcalm els havia traslladat a Quebec, els francesos van abandonar diversos forts de la zona, incloent Fort Carillon, que amb tant afany havien defensat dels anglesos tot just un any enrere. Tot i que el camí fins a Quebec havia quedat obert, la resistència dels homes de Fort Niagara va prolongar la guerra un any més.